# Іван Загаєвич
Іван Загає́вич (1861, Яворів — 12 червня 1926, там само) — український просвітник, громадський та політичний діяч.

## Біографія
Народився в 1861 році в місті Яворові в селянсько — міщанській родині (за іншими даними — у родині збіднілої галицької шляхти).
Став фундатором Яворівського осередку товариства «Просвіта» та його головою. Опікувався побудовою гімназії в Яворові, опісля — діяльністю гімназії.
Був засновником та директором Яворівської Повітової Спілки Кооператив Кредитного Товариства «Народний Дім» в Яворові.(Газета СВОБОДА. Урядовий орган запомогової організації Український народний союз в Злучених державах Америки. 172. Вівторок. 27.07.1926.).
На початку XX ст. Іван Загаєвич, Іван та Микола Масюки, Бронислав Щирба, Сенко Борис неодноразово порушували перед владою питання про відкриття гімназії у Яворові. Петицію яворівчан було поміщено в часописі «Діло» 21 квітня 1902 року, яку було передано графові Іванові Кантієві Шептицькому, що був тоді послом Сейму. У 1908 р. прохання яворівчан було задоволено. Гімназію було відкрито. Спочатку вона діяла в будинку яворівської «Просвіти»..
В подальшому Іван Загаєвич проводив багато заходів щодо збору коштів на будівництво Народного Дому в Яворові. Влітку 1908 року споруда була вже під дахом, на що було витрачено 30 тисяч корон, до кінця будівництва було зібрано та витрачено на добудову Гімназії ще 20 тисяч..
Відігравав значну роль в житті Яворівщини. Був посадником м. Яворова при ЗУНР. (Газета СВОБОДА. Урядовий орган запомогової організації Український народний союз в Злучених державах Америки. 172. Вівторок. 27.07.1926.)
Був сотником 1-ї сотні 3-го Стрілецького куреня 2 піхотного полку Запорізької дивізії.(Авраменко Н. Спомини запорожя: Документальне видання. — К.: Темпора, 2007).
Похований в Яворові.